# Tréflage
 (mars 2023).
Si vous disposez d'ouvrages ou d'articles de référence ou si vous connaissez des sites web de qualité traitant du thème abordé ici, merci de compléter l'article en donnant les références utiles à sa vérifiabilité et en les liant à la section « Notes et références ».
Ne doit pas être confondu avec tréfilage.
Le tréflage est une méthode d'usinage des matériaux.
C'est une méthode de fraisage dont l'idée est de travailler en plongée (axe Z), c’est-à-dire où la fraise s'enfonce relativement dans la pièce et qui permet des gains de productivité de l'ordre de 30 à 100 % dans le cas d’un enlèvement de matière important et rapide (pour une ébauche par exemple).
La fraise à tréfler (pouvant atteindre 125 mm de diamètre) est légèrement différente des fraises conventionnelles avec le sens des plaquettes inversé (donc plus élevée).
Les opérations de plongée sont plus rapides et productives que des opérations de contournage grâce à l’absence d’efforts latéraux (seul l’axe Z est sollicité), d’où des flexions et des vibrations minimisées. Cette méthode allie également une productivité importante, même avec des machines de faible puissance, avec la possibilité d’usiner une plus grande section de matière pour une avance donnée et une usure plus lente de la machine. Le tréflage présente par ailleurs de meilleurs états de surface.
Enfin, le tréflage permet de réduire les coûts d'usinage.